# Ралфс Фрејбергс
Ралфс Фрејбергс (лет. Ralfs Freibergs — Рига, 17. мај 1991) професионални је летонски хокејаш на леду који игра на позицијама одбрамбеног играча. 
Члан је сениорске репрезентације Летоније за коју је на међународној сцени дебитовао на светском првенству 2013. године. Био је члан летонског олимпијског тима на ЗОИ 2014. у Сочију. 
Од 2016. игра за Динамо из Риге у КХЛ лиги. 

## Допинг скандал
Међународни олимпијски комитет је 25. априла 2014. објавио да је Фрејбергасов допинг тест био позитиван на недозвољену супстанцу dehydrochloromethyl-testosterone metabolite 18-nor-17b-hydroxymethyl-17a-methyl-4- chloro-5b-androst-13-en-3a-ol због чега је званично избачен са олимпијског турнира.